# Ниркова колька
Ниркова́ колька — синдром, який характеризується нападами гострого болю у попереку з іррадіюванням донизу за ходом сечоводу у пахову ділянку та статеві органи.

## Прояви
Найчастіше спостерігається у хворих нирковокам'яною хворобою, гідронефрозом, нефроптозом, рідше — туберкульозом, полікістозом та іншими захворюваннями нирок. Основне значення у розвитку ниркової кольки мають спазм сечових шляхів з їхньою ішемією, розтягнення фіброзної капсули нирки та мисково-нирковий рефлекс. Нерідко при камінні у сечоводі ниркова колька супроводжується болем у животі, парезом кишки, як при гострому животі.

## Лікування
Зняття нападу повинне розпочинатися з простого заходу — застосування грілки (особливо гарячої ванни), за відсутності протипоказань до теплових процедур. Сприятливі результати досягаються використанням препаратів, що містять терпени і ефірні олії (цистенал, уролесан, роватинекс, нієрон, оліметин). Показано призначення різних спазмолітичних засобів, які довгі роки залишаються препаратами вибору для купірування ниркової кольки (папаверин, но-шпа, платифілін). Останнім часом перевага віддається комбінованим препаратам, що містять анальгетик, спазмолітик і гангліоблокатор (баралгін, максиган, спазган та ін.).
При тривалому нападі застосовують новокаїнову блокаду. У стаціонарі при необхідності здійснюють катетеризацію сечоводу із лікувальною метою.